# Giderli 16
Giderli 16 (tr. für: Kostbare 16) ist das siebte Studioalbum von Demet Akalın. Es wurde vom Musiklabel Seyhan Müzik produziert und am
19. November 2012 veröffentlicht. Das Album verzeichnete nach der Herausgabe insgesamt 69.993 verkaufte Einheiten.
Während der Erstellung sowie der Produktion arbeitete Akalın mit zahlreichen diversen Produzenten und Songschreibern zusammen, darunter Sinan Akçıl, Gökhan Özen, Ersay Üner, Deniz Erten, Niran Ünsal, Murat Güneş, Gökhan Şahin, Emrah Karaduman, Altan Çetin, Gökhan Tepe, Ayla Çelik, Erhan Bayrak uvm.
Demet Akalın erhielt später für das Album einige Auszeichnungen, darunter den Kral Türkiye Müzik Award, der alljährlich vom Sender Kral TV in der Kategorie „Musik“ vergeben wird sowie einen Pal Fm Müzik Award für das „Beste Album“. Für die Lieder Yıkıl Karşımdan und Türkan wurde sie mit dem Türkiye Müzik Award, dem Siyaset Dergisi Award und einem Altın Kelebek nominiert.

## Inhalt
Giderli 16 hat eine Laufzeit von einer Stunde und zwölf Minuten und beinhaltet sechzehn Songs sowie eine zusätzliche Remix-Version des Liedes Yıkıl Karşımdan. Der Remix wurde von Erhan Bayrak produziert. Der bekannte türkische Sänger und Produzent Sinan Akçıl schrieb die Liedtexte des Liedes Ne Büyük Aşk und war auch an deren Produktion und Komposition beteiligt. Akalın selbst erstellte gemeinsam mit dem Produzenten Emirkan die Liedtexte zu Son Sözüm Aşk. Der Song Nasip Değilmiş erschien im Duett mit Özcan Deniz.
Von den insgesamt siebzehn Tracks des Albums wurden acht als Singles im Zeitraum vom 14. November bis zum 1. Oktober 2013 veröffentlicht. Akalın behandelt in den Liedern Themen wie Liebe, Gefühle, Hoffnung, Beziehung sowie Trennung und das Leben danach.

## Titelliste
| #   | Titel                                  | Songschreiber                    | Produzent       | Länge |
| --- | -------------------------------------- | -------------------------------- | --------------- | ----- |
| 1.  | Ne Büyük Aşk                           | Sinan Akçıl                      | Sinan Akçil     | 4:07  |
| 2.  | Yılan                                  | Ersay Üner                       | Ersay Üner      | 3:58  |
| 3.  | Giderli Şarkılar                       | Gökhan Şahin                     | Emrah Karaduman | 4:39  |
| 4.  | Lades                                  | Altan Çetin                      | Altan Çetin     | 4:36  |
| 5.  | Yıkıl Karşımdan (feat. Gökhan Özen)    | Gökhan Özen                      | Gökhan Özen     | 4:31  |
| 6.  | Türkan                                 | Ayla Çelik                       | Gökhan Tepe     | 4:38  |
| 7.  | Kalbindeki İmza                        | Ceyhun Çelikten                  | Ceyhun Çelikten | 4:00  |
| 8.  | Felaket                                | Ceyhun Çelikten, Hakan Tunçbilek | Ceyhun Çelikten | 3:40  |
| 9.  | Yıkıl Karşımdan (Erhan Bayrak Version) | Gökhan Özen                      | Gökhan Özen     | 4:37  |
| 10. | Son Sözüm Aşk                          | Demet Akalın, Emirkan            | Emirkan         | 4:08  |
| 11. | Nasip Değilmiş (feat. Özcan Deniz)     | Günay Çoban                      | Niran Ünsal     | 3:50  |
| 12. | Bir Oğlumuz Var                        | Murat Güneş                      | Murat Güneş     | 4:43  |
| 13. | Ağlıyorum                              | Cansu Kurtçu                     | Cansu Kurtçu    | 4:28  |
| 14. | Ah Sevgilim                            | Deniz Erten                      | Reşit Gözdamla  | 4:05  |
| 15. | Yeşil                                  | Murat Güneş                      | Murat Güneş     | 4:25  |
| 16. | Aşk Yuvamız                            | Murat Güneş                      | Murat Güneş     | 4:15  |
| 17. | Sepet                                  | Ersay Üner                       | Ersay Üner      | 4:21  |

## Verkaufszahlen
| Land   | Verkäufe |
| ------ | -------- |
| Türkei | - 69.993 |

## Veröffentlichungen
| Land     | Datum             | Format       | Label        |
| -------- | ----------------- | ------------ | ------------ |
| Türkei   | 19. November 2012 | CD, Download | Seyhan Müzik |
| Weltweit | 14. November 2012 | CD, Download | Seyhan Müzik |

## Mitwirkende
Folgende Personen trugen zur Entstehung des Albums Giderli 16 bei.

### Musik
| - Gesang: Demet Akalın - Backgroundgesang: Fatih Çilingir, Suat Aydoğan, Yeşim Vatan - Perkussion: Cengiz Ercümer, Mehmet Akatay - Gitarre: Erdem Sökmen, Ozan Bayrasa, Serhan Yasdıman - E-Gitarre: Serkan Ölçer - Cello: Özer Arkun, Timur Ataveser | - Oud: Erdinç Şenyaylar - Bouzouki: Ali Yılmaz - Kanun: Müslüm Karaduman - Klarinette: Hüsnü Şenlendirici, Bülent Altınbaş - Trommel: Alper Celbiş - Tamburin: Uğur Varol - Bass: Genco Arı, Mehmet Özen, Erhan Ertetik |

### Produktion
- Ausführende Produktion: Bülent Seyhan, Fuat Seyhan, Demet Akalın
- Produktion: Bülent Seyhan, Fuat Seyhan, Demet Akalın
- Abmischung: Serdar Ağırlı, Özer Yener, Candar Köker, Emre Gören, Sadun Ersönmez
- Mastering: Levent Demirbaş
- Engineering: Gökhan Sökmen, Serdar Ağırlı

### Visuelles
- Artwork, Fotografien: Müjdat Küpşi, Özlem Semiz, FRS
- Styling: Gazzas Grafik, Savas Avcı, Özlem Kaya
- Kostüme: Erkan Kurtses, Bener Hamamcı